# Roccaromana
Roccaromana är en ort och kommun i provinsen Caserta i regionen Kampanien i Italien. Kommunen hade 858 invånare (2017).